# Entoniscoides okadai
Entoniscoides okadai är en kräftdjursart som beskrevs av Tetsuo Miyashita 1940. Entoniscoides okadai ingår i släktet Entoniscoides och familjen Entoniscidae.
Artens utbredningsområde är havet kring Japan. Inga underarter finns listade i Catalogue of Life.